# دردار جلوزي
دردار جلوزي (الاسم العلمي: Ulmus corylacea) هو نوع نباتي يتبع جنس الدردار من فصيلة الدردارية.